# Asesinato de Ashling Murphy
Ashling Murphy (Blue Ball, Leinster; 6 de julio de 1998 - Tullamore, Leinster; 12 de enero de 2022) fue una maestra de primaria irlandesa, música tradicional irlandesa y jugadora de camogie asesinada en enero de 2022 mientras paseaba por el camino de sirga del Gran Canal en Cappincur, a las afueras de la ciudad de Tullamore. Su muerte provocó el dolor generalizado de la opinión pública, así como las críticas en indignación por la inacción del Gobierno ante la violencia contra las mujeres, y decenas de miles de personas asistieron a vigilias en su memoria. El presidente de Irlanda, Michael D. Higgins, el Taoiseach, Micheál Martin, y otros ministros del gobierno irlandés asistieron a su funeral, el 18 de enero.
En los días siguientes a la muerte de Murphy, la Garda Síochána (policía irlandesa) interrogó a Jozef Puška, eslovaco romaní de 31 años y padre de cinco hijos, que posteriormente fue detenido y acusado de su asesinato. El 9 de noviembre de 2023, tras un juicio de tres semanas en el Tribunal Penal Central de Dublín, un jurado declaró a Puška culpable por veredicto unánime. El jurado oyó que había apuñalado a Murphy 11 veces en el cuello, causándole la muerte por parada cardiorrespiratoria tras una pérdida aguda de sangre. Fue condenado a cadena perpetua. Su esposa, dos de sus hermanos y las esposas de éstos, todos ellos eslovacos de unos 30 años, fueron también acusados de ocultar información relacionada con la investigación del asesinato o de obstaculizar una detención. Los juicios de los cinco comenzarán en el Tribunal Penal Central en abril de 2025.

## Asesinato

### Antecedentes
Nacida el 6 de julio de 1998 en Blue Ball, una pequeña localidad cerca de Tullamore, en el condado de Offaly, Ashling Murphy era la hija menor de Raymond y Kathleen Murphy. Tenía dos hermanos, Cathal y Amy. De 2011 a 2017, estudió en la Sacred Heart School, una escuela secundaria católica femenina de Tullamore, antes de asistir al Mary Immaculate College de Limerick, del que se graduó en octubre de 2021 con una Licenciatura en Educación en la especialidad de Enseñanza Primaria. En marzo de 2021, comenzó a trabajar como profesora sustituta en Scoil Naomh Colmcille, una escuela primaria de Durrow. Consiguió un puesto a tiempo completo en la escuela, a partir de septiembre de 2021, donde enseñó a alumnos de primer año.
Murphy procedía de una familia de músicos; sus padres y hermanos tocaban música tradicional irlandesa, y su padre había actuado con The Fureys y con el grupo Best Foot Forward. La propia Murphy había tocado el violín y el silbato de hojalata desde niña, había empezado a aprender la gaita irlandesa y había actuado por todo el país con la orquesta nacional de Comhaltas Ceoltóirí Éireann. Considerada una violinista de talento, había actuado en festivales de música tradicional y daba clases particulares de música en su casa. Jugaba al camogie en el club local Kilcormac-Killoughey GAA y había representado al Mary Immaculate College a nivel universitario. Ella y su novio, Ryan Casey, llevaban más de cinco años de relación y planeaban casarse.

### Muerte

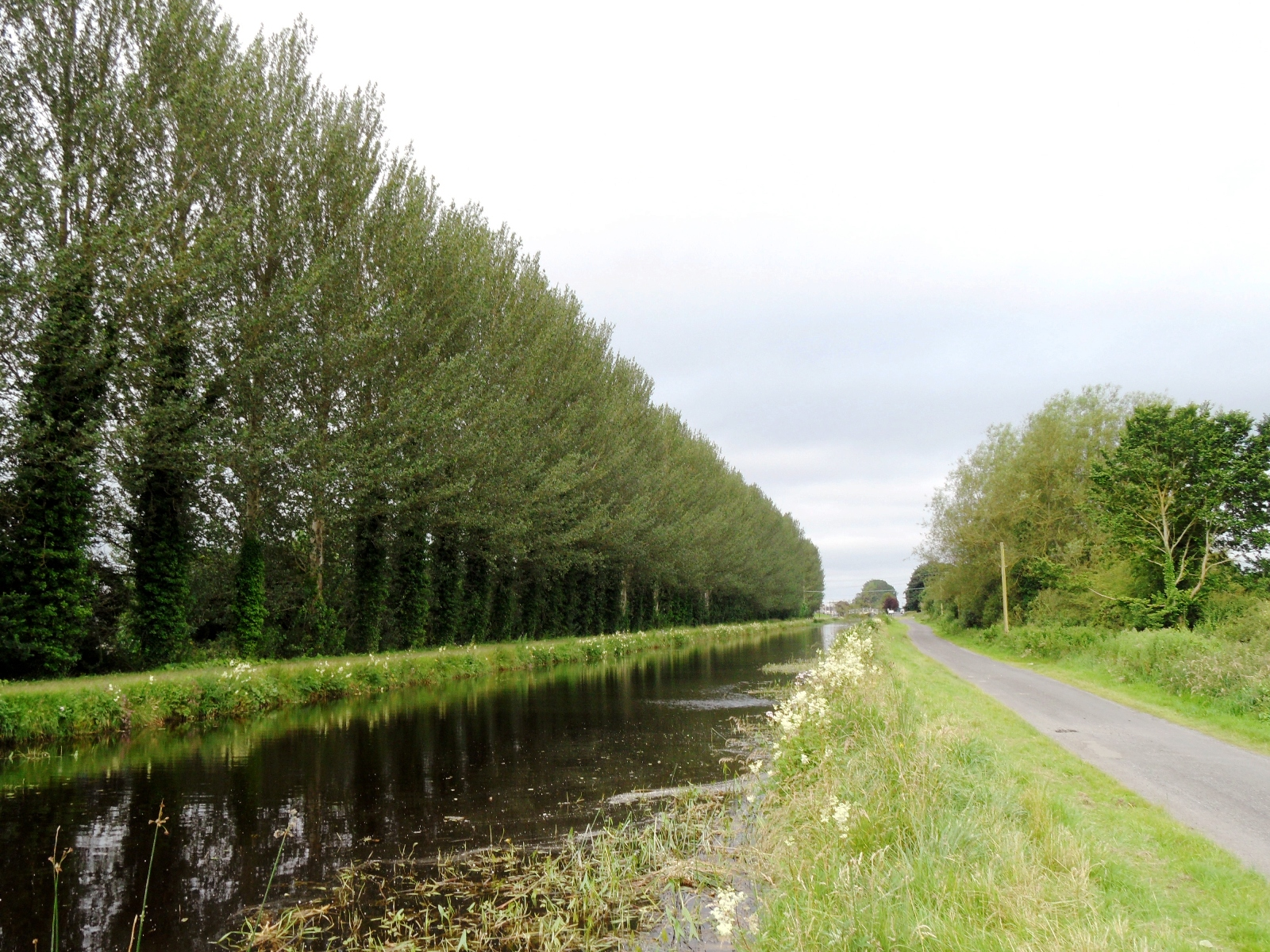
El Gran Canal en Tullamore, cerca de donde Murphy fue asesinada.

El 12 de enero de 2022 Murphy terminó de trabajar en Scoil Naomh Colmcille (Durrow), a 8 km al noroeste de Tullamore, a las 14:30 horas. Fue grabada por las cámaras de seguridad a las 14:37 horas caminando hacia su coche, un SEAT Córdoba rojo, que condujo por la N52 hasta el aparcamiento de Daingean Road, cerca del Gran Canal de Irlanda. Salió del aparcamiento a pie, con una chaqueta azul marino, unos leggings azul marino, una camiseta de camuflaje del Kilcormac-Killoughey GAA, una camiseta blanca, una bufanda gris, unas zapatillas Nike azules y un gorro de lana rosa con un rizo marrón. También llevaba un anillo, gafas de sol, un collar de oro con el nombre "Ashling" y un reloj inteligente Fitbit Versa 3 con un rastreador de actividad vinculado a su teléfono inteligente. Los datos de geolocalización y actividad recuperados de sus dispositivos mostraron que comenzó a caminar a las 14:51, se dirigió hacia el oeste por un puente y luego continuó hacia el este a lo largo del canal, en dirección al puente Digby. Fue grabada por última vez por el circuito cerrado de unas cámaras a las 14:55 horas.
Los datos de geolocalización de los dispositivos de Murphy muestran que cruzó el puente de Digby a las 15:16 horas, tras haber caminado unos 3 km, y luego se dirigió hacia el oeste, de vuelta al aparcamiento de Daingean Road. A las 15:21 horas, su rastreador de actividad empezó a registrar fluctuaciones erráticas compatibles con un ataque violento. Se cree que su agresor la dominó y la arrastró fuera del camino de sirga hasta una zanja adyacente llena de zarzas, donde la apuñaló repetidamente en el cuello con un cuchillo de sierra. El rastreador de actividad registró que su ritmo cardiaco disminuyó rápidamente hasta las 15:27 y dejó de registrar latidos a las 15:31.
Dos corredoras, Jenna Stack y Aoife Marron, también profesoras de primaria, presenciaron el ataque. Más tarde declararon que vieron una bicicleta de montaña en un seto junto al camino de sirga y oyeron fuertes crujidos en la zanja. Creyendo que alguien podía haberse caído de la bicicleta, Marron gritó: "¿Estás bien? ¿Necesitas ayuda?". Stack salió del camino de sirga, miró a través del seto hacia la zanja y observó a un hombre agachado sobre una mujer y sujetándola entre la maleza. Stack declaró que no podía ver la parte superior del cuerpo de la mujer, pero observó que sus piernas pataleaban vigorosamente en un movimiento similar al de unas tijeras, lo que interpretó como un "grito de auxilio". Stack gritó "¿Qué estás haciendo?" y el hombre gritó "Aléjate". Creyendo que el hombre estaba intentando violar a la mujer, Stack le gritó "Suéltala" y dijo que iba a llamar a la Gardaí. Stack y Marron corrieron entonces en busca de ayuda, ya que ninguno de los dos llevaba teléfono.
En la zona del puente de Digby, las mujeres se encontraron con dos ciclistas y dos trabajadores de Waterways Ireland. Los ciclistas, Enda Molloy y Janusz Wilko, se dirigieron al lugar indicado por las mujeres. Molloy vio la bicicleta de montaña en el seto y descubrió el cuerpo inmóvil de Murphy de espaldas en la zanja adyacente, con la cara cubierta de pelo enmarañado y sangre. Los trabajadores de Waterways Ireland acudieron al lugar a pie. Uno de los trabajadores declaró más tarde que la mano de Murphy estaba "blanca como la nieve", lo que interpretó como un indicio de que ya estaba muerta.

### Respuesta de los servicios de emergencia
Molloy telefoneó a la comisaría de Tullamore Garda a las 15:34. La primera patrulla de agentes llegó al lugar de los hechos unos diez minutos más tarde, y Molloy indicó la ubicación del cuerpo de Murphy en la zanja. Los agentes entraron en la zona con guantes desechables, se le bajó la cremallera de la chaqueta de Murphy y se le practicó la reanimación cardiopulmonar. Los dos agentes alternaron la RCP durante más de diez minutos, tiempo durante el cual llegaron al lugar más especialistas de la policía y emergencias. Los paramédicos trabajaron con Gardai para sacar el cuerpo de Murphy de la zanja y llevarlo al camino de sirga del canal, para facilitar los intentos de reanimación. Uno de ellos declararía posteriormente que observó un número considerable de heridas en el lado derecho del cuello de Murphy mientras la trasladaban.
Se intentó utilizar un desfibrilador después de colocar el cuerpo de Murphy en el camino de sirga, pero un monitor mostró que estaba en un "ritmo no desfibrilable" sin "signos de vida". A partir de su análisis de su estado se llegó a la conclusión de que Murphy ya estaba muerta. Tras una discusión con el otro paramédico y con la Garda, se suspendieron los esfuerzos de reanimación y se cubrió el cuerpo con una manta. La zona fue declarada escena del crimen a las 17:34. Murphy fue declarada oficialmente muerta a las 17:51. Los miembros de la Oficina Técnica de la Garda llegaron a las 19:08.
El cuerpo de Murphy fue trasladado al Hospital Regional Midland, en Tullamore, donde una patóloga realizó su autopsia al día siguiente, 13 de enero. Se informó que la víctima era una mujer de 1,61 metros de altura, que pesaba 52,7 kilogramos, que había recibido 11 puñaladas en el lado derecho del cuello y a la que le habían seccionado las venas yugulares izquierda y derecha y la arteria carótida derecha. Las puñaladas también habían dañado su laringe, lo que la habría dejado incapacitada para hablar o emitir cualquier sonido inteligible. Se observó además una herida incisa más larga en el cuello de Murphy. Aunque los medios de comunicación informaron inicialmente de que había muerto por estrangulamiento, la autopsia confirmó que murió de una parada cardiorrespiratoria tras una pérdida aguda de sangre. Murphy había sufrido heridas defensivas en las manos, así como abrasiones y contusiones adicionales en el cuerpo.

## Reacciones públicas
La noticia del asesinato provocó una ola de conmoción y dolor por toda Irlanda. En Tullamore, miles de personas asistieron a una vigilia en un parque local, muchas de ellas con flores y velas. Se celebraron numerosas vigilias por todo la isla (incluyéndose Irlanda del Norte), en Dublín, Galway, Belfast, Limerick, Cork, Waterford, Kilkenny, Navan, Maynooth, Drogheda, Sligo, Ballina, Derry, Omagh y Armagh. La familia de Murphy asistió a una vigilia con velas cerca del lugar del asesinato, donde su padre tocó su canción favorita, When You Were Sweet Sixteen. También se celebraron vigilias internacionales en ciudades como Londres, Nueva York, Toronto, Vancouver, Melbourne, Brisbane, Dubái, Glasgow y Edimburgo. Se calcula que decenas de miles de personas asistieron a las vigilias. El presidente de Irlanda,Michael D. Higgins, expresó su "profunda simpatía, dolor y sentimiento de pérdida" y rindió homenaje a la «corta pero brillante y generosa vida» de Murphy. El entonces Taoiseach, Micheál Martin, declaró que "todo el país está devastado y conmocionado por el violento y bárbaro asesinato" y afirmó que el asesinato había "unido a la nación en solidaridad y repulsa".
Tras la muerte de Murphy, las mujeres publicaron en las redes sociales sus experiencias de violencia de género y misoginia, lo que dio lugar a intensos debates en Internet. La ministra de Justicia, Helen McEntee, calificó el asesinato de "la peor pesadilla de todas las mujeres y familias" y prometió tolerancia cero ante la violencia contra las mujeres. Se comprometió a introducir nuevas leyes que tipificaran el acoso y el estrangulamiento no mortal como delitos autónomos en la legislación irlandesa, a aumentar la financiación estatal de los centros de acogida para mujeres y a adoptar otras medidas para mantener a salvo a las mujeres. La directora del Consejo Nacional de Mujeres de Irlanda calificó posteriormente el asesinato de "momento decisivo", declarando: «Las mujeres sintieron realmente que era un punto de no retorno". La muerte de Murphy aceleró la puesta en marcha de una estrategia gubernamental quinquenal de 363 millones de euros para hacer frente a la violencia doméstica, sexual y de género.

## Funeral
El velatorio de Ashling Murphy se celebró en su casa familiar, cerca de Blue Ball, los días 16 y 17. La misa de réquiem tuvo lugar a las 11 horas del 18 de enero en la iglesia de Santa Brígida en Mountbolus, en condado de Offaly, y su entierro se dio el cementerio de Lowertown de la misma localidad. Entre las personalidades que asistieron al funeral se encontraban el presidente de Irlanda, Michael D. Higgins, el Taoiseach, Micheál Martin, la Ministra de Justicia, Helen McEntee, la de Educación, Norma Foley, y la de Artes, Catherine Martin. Escuelas y universidades de todo el país guardaron un minuto de silencio a las 11 horas en su memoria. Sus antiguos alumnos de Scoil Naomh Colmcille formaron una guardia de honor frente a la iglesia, cada uno con una fotografía suya y una rosa roja. El equipo senior de camogie de Kilcormac-Killoughey GAA también formó una guardia de honor, mientras que músicos tradicionales tocaron música en la misa y junto a su tumba. La misa de Réquiem se retransmitió en directo al centro comunitario local y a una gran pantalla en el campo local de GAA; también se retransmitió por Internet. En la Misa de Réquiem, los primos de Murphy hicieron lecturas y rezaron oraciones de los fieles. 
Sus padrinos llevaron al altar objetos que simbolizaban su vida, como un instrumento musical, un stick de camogie y una camiseta del Kilcormac-Killoughey GAA, una foto de familia y un cuaderno escolar. El obispo de Meath, Tom Deenihan, calificó la muerte de Murphy de "acto depravado de violencia", pero dijo que había "unido al país en el dolor y el apoyo". En su homilía, el párroco local, el padre Michael Meade, dijo: "Juntos lloramos, rezamos, nos duele: éste es el alto precio que pagamos por el amor". Dijo a la familia de Murphy que "les habían robado [su] regalo más preciado". Junto a su tumba, su novio Ryan Casey la llamó "el mayor amor de mi vida" y afirmó que "siempre será mi alma gemela". Durante su visita real a Irlanda en marzo de 2022, el príncipe Carlos y Camila, duquesa de Cornualles, se reunieron con la familia y el novio de Murphy para expresar sus condolencias.

## Investigación y arresto
A las dos horas del asesinato, la Garda detuvo a un hombre de 40 años, basándose en parte en las descripciones dadas por un testigo presencial, pero lo puso en libertad al día siguiente tras eliminarlo de su investigación. El hombre habló con el Irish Independent el 15 de enero, relatando su experiencia al ser interrogado por la Garda y describiendo las amenazas en línea que había recibido desde su detención. Posteriormente, la policía hizo un llamamiento a los ciudadanos para que informaran si habían visto una bicicleta de montaña Falcon Storm negra y verde el día del crimen, o a un hombre vestido con un chándal negro con una gran franja blanca o un escrito blanco en los bajos. Retiraron un contenedor de botellas de un lugar de reciclaje cercano al lugar del crimen y registraron un contenedor de ropa cerca de Tullamore.
En los días siguientes, la Gardaí anunció que había identificado a otra persona de interés. En la mañana del 13 de enero, la Gardaí de Dublín y los paramédicos habían sido llamados a un apartamento en Crumlin, donde un ciudadano eslovaco les dijo que actuó como intérprete- que había sido víctima de un ataque con arma blanca el día anterior en Blanchardstown. El hombre tenía tres heridas de arma blanca en el abdomen que no eran recientes y no sangraban, y también tenía numerosos arañazos en la cara y los brazos. Los paramédicos lo trasladaron al hospital St. James de Dublín para recibir tratamiento. Los guardias de Garda que habían estado investigando un incidente de doble apuñalamiento en Blanchardstown entrevistaron al hombre en el hospital esa tarde, considerándolo inicialmente como una posible tercera víctima de ese incidente. Durante esa entrevista, el hombre afirmó que un amigo lo había llevado el día anterior de Tullamore a Dublín. Afirmó haber cogido un taxi desde la estación de Heuston hasta Blanchardstown, diciendo que había quedado allí con una mujer para una cita, pero afirmó que había sido atacado por dos hombres y apuñalado. Afirmó que los arañazos que tenía en la cara, la cabeza y los brazos se habían producido al ser arrastrado por el suelo durante la supuesta agresión.
Los gendarmes consideraron que los arañazos en los brazos y la cara del hombre -que, según observaron, se debían a que se había arrastrado entre espesas zarzas- no concordaban con su historia sobre una agresión en Blanchardstown. También observaron incoherencias en sus declaraciones sobre sus movimientos del día anterior. Al regresar a la comisaría de Blanchardstown, la Garda informó de la entrevista al inspector Shane McCartan, quien concluyó que "había muchas piezas de un rompecabezas que no se podían encajar, que no cuadraban". Dado que el hombre había viajado desde Tullamore el día del asesinato de Murphy, McCartan se puso en contacto con el sargento David Scahill, de la comisaría de Tullamore. Tras comparar notas, la Garda comenzó a considerar al hombre como posible sospechoso del asesinato de Murphy.
Tres Gardaí obtuvieron una orden de registro y entrevistaron al hombre en una habitación privada del hospital la noche del 14 de enero, con un intérprete que traducía a través de un altavoz.
Cuando informaron al hombre de que era una persona de interés en relación con el asesinato de Ashling Murphy, confesó haberla matado, pidiendo al intérprete que dijera a Gardaí "exactamente lo que le digo a usted, que lo hice, que la maté, pero que le dijera también que no lo hice intencionadamente, que no quería hacerlo y que siento mucho haberlo hecho, que haya ocurrido". Los Gardaí advirtieron al hombre que no estaba obligado a decir nada, y se ofrecieron a proporcionarle un abogado, pero él dijo a los Gardaí que confesaba porque no quería que le pasara nada malo a su familia. Un detective escribió una nota en la que constaba que había dicho: "Yo lo hice. Yo asesiné. Yo soy el asesino". Trastornado y llorando, el hombre firmó la nota. Llevándose un dedo a los labios, dijo a los Gardaí que había pedido a Murphy que se callara, y dijo, en inglés: "La admisión de que había cortado el cuello de Murphy reveló detalles de su muerte que entonces no eran de dominio público, ya que los medios de comunicación habían informado inicialmente de que Murphy había muerto por estrangulamiento". El hombre también admitió que las puñaladas en su abdomen habían sido autoinfligidas.
La Garda obtuvo imágenes de circuito cerrado de televisión que relacionaban al sospechoso con la bicicleta de montaña hallada en el lugar del crimen. Registraron una propiedad a las afueras de Tullamore y otra en Dublín, y se incautaron de dos coches. El sargento detective David Scahill detuvo al sospechoso inmediatamente después de que le dieran el alta en el hospital de St. James a las 10:31 horas del 18 de enero. Él y sus colegas de la Garda llevaron al hombre a la comisaría de la Garda de Tullamore, donde obtuvieron huellas dactilares, muestras de ADN y muestras de sangre antes de retenerlo en la comisaría durante la noche. A las 19:42 horas del 19 de enero, la Garda acusó al hombre del asesinato de Murphy y lo identificó públicamente como Jozef Puška, de 31 años, con domicilio en Mucklagh, a unos 5 km al suroeste de Tullamore. Esa misma tarde, la Garda llevó a Puška ante una sesión especial del Tribunal de Distrito de Tullamore. Una multitud de unas 300 personas se congregó ante el tribunal y abucheó a Puška mientras la Garda lo escoltaba a la entrada y a la salida del edificio. Miembros de la familia Murphy comparecieron ante el tribunal y mostraron fotos de ella enmarcadas. Tras una breve vista, la juez de distrito Catherine Staines dictó prisión preventiva para Puška en la prisión de Cloverhill.
Puška, casado y padre de cinco hijos, había nacido en mayo de 1990. De etnia eslovaca romaní, había crecido en Lučivná, un pueblo de esquí del distrito de Poprad, en el norte de Eslovaquia, en las estribaciones de los Altos Tatras. Tras dejar la escuela a los 16 años, trabajó en obras de construcción en Bratislava y Praga. En 2013, se trasladó con su mujer y sus dos hijos a Irlanda; sus padres se habían mudado previamente a Crumlin, Dublín, y sus hermanos y sus familias a Tullamore. Puška y su familia residieron inicialmente en el centro norte de Dublín, pero se trasladaron a Tullamore en 2015. Él y su esposa tuvieron tres hijos más nacidos en Irlanda, uno mientras vivían en Dublín y dos más después de mudarse a Tullamore. En el momento de su detención, Puška compartía casa con una familia extensa de 23 personas, entre ellos su esposa y sus cinco hijos, dos hermanos, las esposas de estos y los hijos de estos. Había dejado de trabajar en 2017, tras sufrir una hernia discal en la espalda, y recibía una prestación por discapacidad de la asistencia social. Ni él ni su mujer sabían conducir y solía desplazarse en taxi, autobús o bicicleta. No tenía antecedentes por delitos violentos, aunque había estado en libertad condicional cuando era menor en Eslovaquia por mantener relaciones sexuales consentidas con una chica menor de 15 años. Anteriormente había sido persona de interés en dos agresiones a mujeres, una en Praga (República Checa) y otra en el Reino Unido.

## Juicio
El Tribunal Penal Central fijó inicialmente la fecha del 6 de junio de 2023 para el juicio de Puška, aunque el juicio se retrasó porque la acusación necesitaba más tiempo para responder a un informe pericial de la defensa. El juicio comenzó el 16 de octubre de 2023, presidido por el juez Tony Hunt y un jurado de nueve hombres y tres mujeres. Puška se declaró inocente del asesinato de Ashling Murphy. La familia de la víctima y su novio asistieron al juicio todos los días.
Durante el juicio, el jurado vio extractos de alrededor de 25 000 horas de imágenes de CCTV que Gardaí había revisado para establecer los respectivos movimientos de Puška y Murphy el día del asesinato. El jurado también escuchó testimonios en relación con los datos recuperados de los dispositivos electrónicos de Murphy, que se habían utilizado para reconstruir sus movimientos previos a su muerte.
Al jurado se le mostraron imágenes de CCTV grabadas a las 12:25 horas del 12 de enero de 2022, que mostraban a Puška yendo en bicicleta de Mucklagh a Tullamore, vistiendo una chaqueta negra y pantalones de chándal negros con una franja blanca y un logotipo de Tommy Hilfiger. Iba montado en una bicicleta de montaña Falcon Storm con horquillas de color verde brillante. La Gardaí declaró que Puška había seguido a otras dos mujeres en Tullamore esa tarde. Las pruebas de CCTV lo mostraron pedaleando lentamente detrás de una mujer, Beata Borowska, mientras caminaba por Church Road hacia el supermercado Tesco en Cloncollig Retail Park alrededor de la 13:38 horas. Puška dejó de seguir a Borowska después de que ella entrara en el supermercado, pero poco después comenzó a seguir a otra mujer, Anne Marie Kelly, mientras paseaba a su perro en Church Road alrededor de las 14 horas.
Kelly declaró que se había dado cuenta de que Puška la seguía y trató de eludirlo tomando una ruta junto al Gran Canal, eligiendo el lado fangoso y cubierto de hierba del canal, sin un paseo pavimentado, con la esperanza de que Puška no intentara ir en bicicleta por allí. Sin embargo, Puška continuó siguiendo a Kelly, caminando detrás de ella mientras empujaba su bicicleta, hasta que llegó al puente Digby, donde había otras personas. A partir de ese momento, Kelly no volvió a ver a Puška. Kelly declaró que en el puente Digby se encontró con una mujer de unos 20 años, que coincidía con la descripción de Murphy, que le habló amistosamente y acarició a su perro. Otra testigo, la vecina Emma Doyle, declaró que había estado paseando a su perro por el camino de sirga del canal después de las 15 horas cuando vio a un hombre que coincidía con Puška. Jenna Stack, Aoife Marron, Enda Molloy y otras personas testificaron ante el tribunal en relación con lo que habían observado durante y después del ataque a Murphy. Gardaí y paramédicos testificaron en relación con la respuesta de los servicios de emergencia a la muerte de Murphy.
Testigos presenciales declararon que habían visto a un hombre que coincidía con la descripción de Puška desplazándose a pie por varias carreteras de la zona después de las 20 horas de la noche del 12 de enero. Algunos testigos lo describieron como "agachado" o tratando de no ser visto. Al jurado se le mostraron imágenes de CCTV de Puška a las 21:14 horas llegando a la casa de Rostislav Pokuta, un ciudadano eslovaco que había vivido en Tullamore desde 2006 y que conocía a Puška y a sus hermanos a través de su trabajo como conductor de autobús escolar. Pokuta declaró que había utilizado el coche Volkswagen Golf gris de su hijo para llevar a Puška de vuelta a su casa en Mucklagh esa noche. Pokuta declaró que Puška tenía la cara arañada y "casi azul", que estaba mojado y temblaba, y que parecía herido y asustado. Puška afirmó que se había hecho daño durante una pelea en Tullamore, pero no quiso dar más detalles. Pokuta confirmó que Puška llevaba un chándal negro con líneas blancas en el lateral. Puška había admitido a la Gardaí que se había cambiado de ropa en su casa de Mucklagh y que había pedido a un miembro de la familia que quemara la ropa que había llevado durante el día. Otras imágenes de CCTV mostraron a Puška y a sus padres saliendo de un coche fuera del edificio de apartamentos de sus padres en Crumlin, Dublín, a las 12:58 horas del 13 de enero. Gardaí y paramédicos testificaron en relación con su encuentro con Puška en ese apartamento a última hora de la mañana del 13 de enero. Gardaí describió sus entrevistas con él en el Hospital St. James en la tarde del 13 de enero y la noche del 14 de enero, incluyendo su confesión de asesinato en la última entrevista.
El jurado escuchó las pruebas forenses en relación con el ADN y las huellas dactilares. El forense John Hoade testificó que tomó muestras del manillar de una bicicleta de montaña encontrada en la escena del crimen y desarrolló un perfil de ADN, que comparó con una muestra de sangre tomada a Puška en el Hospital St. James y con una muestra tomada en la comisaría de Tullamore.
Hoade declaró que había una posibilidad entre mil millones de que el ADN encontrado en la bicicleta no procediera del acusado. Además, se había tomado una muestra de ADN de debajo de las uñas de Murphy durante su examen post mortem; los científicos aislaron el ADN masculino de esa muestra centrándose en el cromosoma Y, a fin de eliminar su propio ADN de los resultados. Se informó al jurado de que el ADN de Puška arrojaba una coincidencia de uno entre 14 000 con el ADN masculino de debajo de las uñas de Murphy. La fiscalía argumentó que Murphy tenía el ADN de Puška bajo las uñas porque había intentado defenderse de su asesino arañándole. Además, se había encontrado una huella dactilar que coincidía con la del dedo anular derecho de Puška en la parte inferior del sillín de la bicicleta de montaña.
En su defensa, Puška, hablando a través de un intérprete eslovaco, afirmó que había estado pedaleando por el camino de sirga del canal cuando un desconocido vestido con ropa oscura y una mascarilla quirúrgica le atacó y le apuñaló tres veces en el abdomen. Afirmó que Murphy había aparecido en el lugar y hablado con el hombre, que entonces la había apuñalado antes de huir hacia la N52. Puška afirmó que había intentado ayudar a Murphy con sus heridas, levantándole la bufanda para cubrirle las heridas del cuello. Afirmó que había abandonado el lugar de los hechos porque se sentía estresado y asustado y que se había arrastrado entre zarzas hasta una zanja, donde había permanecido varias horas porque se sentía "enfermo, realmente indispuesto". Afirmó que no recordaba haber confesado el asesinato y que con frecuencia sufría problemas de memoria. La defensa alegó que Puška había confesado después de una operación mientras se encontraba bajo los efectos de la oxicodona, lo que, según declaró un experto médico, podría haber influido en su confesión. Un experto en farmacología refutó esa afirmación, declarando que nunca había oído hablar de nadie que confesara un asesinato después de haber tomado una pequeña cantidad de oxicodona. Además, se recordó al jurado que Puška había dado previamente múltiples versiones diferentes de los acontecimientos del 12 de enero y ya había admitido haber mentido a la Gardaí en varias ocasiones.
En su discurso de clausura, la abogada de la acusación calificó a Puška de "mentiroso empedernido» y dijo al jurado que él había «urdido una estructura absoluta e inequívoca de mentiras y falsedades, algunas de las cuales yo digo que son absolutamente repugnantes y despreciables". Afirmó que las pruebas contra Puška, incluidas las pruebas de CCTV, las pruebas forenses, los relatos de testigos presenciales y su propia confesión, eran "abrumadoras". El 9 de noviembre de 2023, después de un juicio que duró más de tres semanas, el jurado deliberó durante dos horas antes de emitir un veredicto unánime de culpabilidad. El juez dijo que estaba contento de que el jurado no perdiera más tiempo considerando las "tonterías" que Puška había ofrecido en su defensa Afirmó que habría un "día de ajuste de cuentas" para Puška y dijo: "Tenemos maldad en esta sala". La madre de Murphy sostuvo una fotografía de su hija durante los comentarios del juez. Amigos y familiares de Murphy aplaudieron cuando el jurado abandonó el estrado. Hablando fuera del tribunal tras el veredicto, el hermano de Murphy, Cathal, agradeció al jurado su «paciencia y resistencia a lo largo de este proceso increíblemente difícil». Afirmó que su hermana había sido objeto de una "violencia incomprensible": "El proceso judicial no puede traer de vuelta a nuestra querida Ashling, ni puede curar nuestras heridas. Pero nos alivia que este veredicto haga justicia. Es sencillamente imperativo que este monstruo despiadado no pueda volver a hacer daño a otra mujer".
Durante el juicio no se estableció el móvil del asesinato. Puška no conocía a Murphy antes del ataque. Los rumores en Internet de que Murphy conocía a los hijos de su asesino por su trabajo como profesora y había denunciado a Puška a la agencia Tusla para la infancia y la familia fueron desmentidos durante el juicio. Puška se había vuelto activo en las aplicaciones de citas en las semanas anteriores al asesinato y había interactuado con hasta ocho mujeres en la región de Midland. Gardaí especuló que podría haber estado buscando mujeres para asalto sexual, y podría haber atacado a Murphy con motivos sexuales, pero podría haberla matado después de que ella se defendiera.

## Declaraciones sobre la sentencia e impacto en las víctimas
El 17 de noviembre de 2023, el juez Tony Hunt condenó a Puška a cadena perpetua obligatoria. Tras señalar que podría optar a la libertad condicional en 12 años, Hunt criticó las restricciones a la imposición de penas en los tribunales irlandeses, y opinó que los jueces deberían poder establecer penas mínimas para las condenas a cadena perpetua, como podían hacer en otras jurisdicciones.
La sargento Lucy McLoughlin leyó una declaración de impacto sobre la víctima escrita por la madre de Murphy, Kathleen: "Como padre, quieres que tu hijo salga a este mundo y viva una vida plena y significativa, pero, siendo muy consciente de lo frágil que es su seguridad, quieres protegerlo. No pude proteger a mi querida Ashling, y ahora se ha ido para siempre». La declaración calificaba a Puška de «monstruo maligno» y afirmaba que «no debería volver a ver la luz del día".
En su declaración, Amy Murphy recordó cómo ella y su hermana habían tocado música en la mesa familiar. Dijo: "La música no es ni será nunca la misma sin Ashling. Nuestro amor por la música irlandesa estaba entrelazado con un vínculo especial. Podíamos leernos la mente cuando tocábamos juntas". Continuó: "El estuche rosa del violín de Ashling yace ahora cubierto de polvo. Para mí, esto es el recordatorio más duro y cruel de que nunca volveremos a tocar juntas y de lo frágil que es esta vida". Hablando con Puška, declaró: "Los últimos diez minutos de Ashling en esta tierra deben de haber sido los diez minutos más largos de su vida". Ella dijo: "Le robasteis la vida, le quitasteis la voz y nos robasteis a nuestra familia de cinco miembros".
En su declaración, Ryan Casey relató cómo conoció a Murphy en la discoteca de un club de rugby local cuando ambos tenían 15 años. Describió cómo habían planeado casarse, construir un hogar y formar una familia. Hablando con Puška, dijo: "Por tu culpa, perdí a mi Ashling. He perdido todo lo que quería en la vida. Nunca podré casarme con mi alma gemela ni volver a verla sonreír". También le dijo a Puška: "Sonreíste, sonreíste y no mostraste ningún remordimiento a lo largo de este juicio; eso te resume como el epítome de la maldad pura. Nunca volverás a hacer daño a una mujer".

## Apelación
En abril de 2024, Puška obtuvo asistencia letrada para recurrir su condena.

## Otros acusados
El 13 de junio de 2023, los detectives de la comisaría de Tullamore detuvieron a tres mujeres y dos hombres, todos de nacionalidad eslovaca y de unos 30 años de edad. Fueron identificados como la esposa de Puška, Lucia Ištóková; sus hermanos Ľubomír y Marek Puška; y sus respectivas esposas, Viera Gažiová y Jozefína Grundzová. Los hermanos de Ištóková y Puška fueron acusados de ocultar información relativa a la investigación del asesinato; Gažiová y Grundzová lo fueron de obstaculizar una detención. Las cinco personas comparecieron ante el Tribunal de Distrito de Tullamore el 20 de diciembre de 2023, donde fueron remitidas para ser juzgadas en el Tribunal Penal Central. Está previsto que sus juicios comiencen el 28 de abril de 2025, y todos serán juzgados juntos.